# الگورد(نروژ)
اُلگوُرد، (به نروژی و انگلیسی: Ålgård)  یک شهرک و مرکز اداری در  محدودهٔ شهرداری یسدال در  منطقه کشاورزی یَرِن واقع در استان روگالاند در کشور نروژ است. شهرک  اُلگوُرد،  حدود ۹۴ متر از سطح دریا ارتفاع دارد. این شهرک، در ۱۰ کیلومتری جنوب مرکز شهرداری  ساندنس قرار دارد. جایی که رودخانهٔ  فیگیو از دریاچهٔ ادلندسواتنه، خارج می شود. مساحت این شهرک روستایی، (اُلگوُرد)  که مرکز اداری شهرداری یسدال نیز هست، طبق برآورد مؤسسه مرکزی آمار در نروژ،(SSB) ۵٫۱  کیلومتر مربع است. در سال ۲۰۱۳ میلادی تقریباُ ۹ هزار نفر از جمعیت  ۱۱۱۰۲ نفری کل محدودهٔ شهرداری یسدال، در شهرک اُلگوُرد، زندگی می کردند.